# Burg Kreuzen

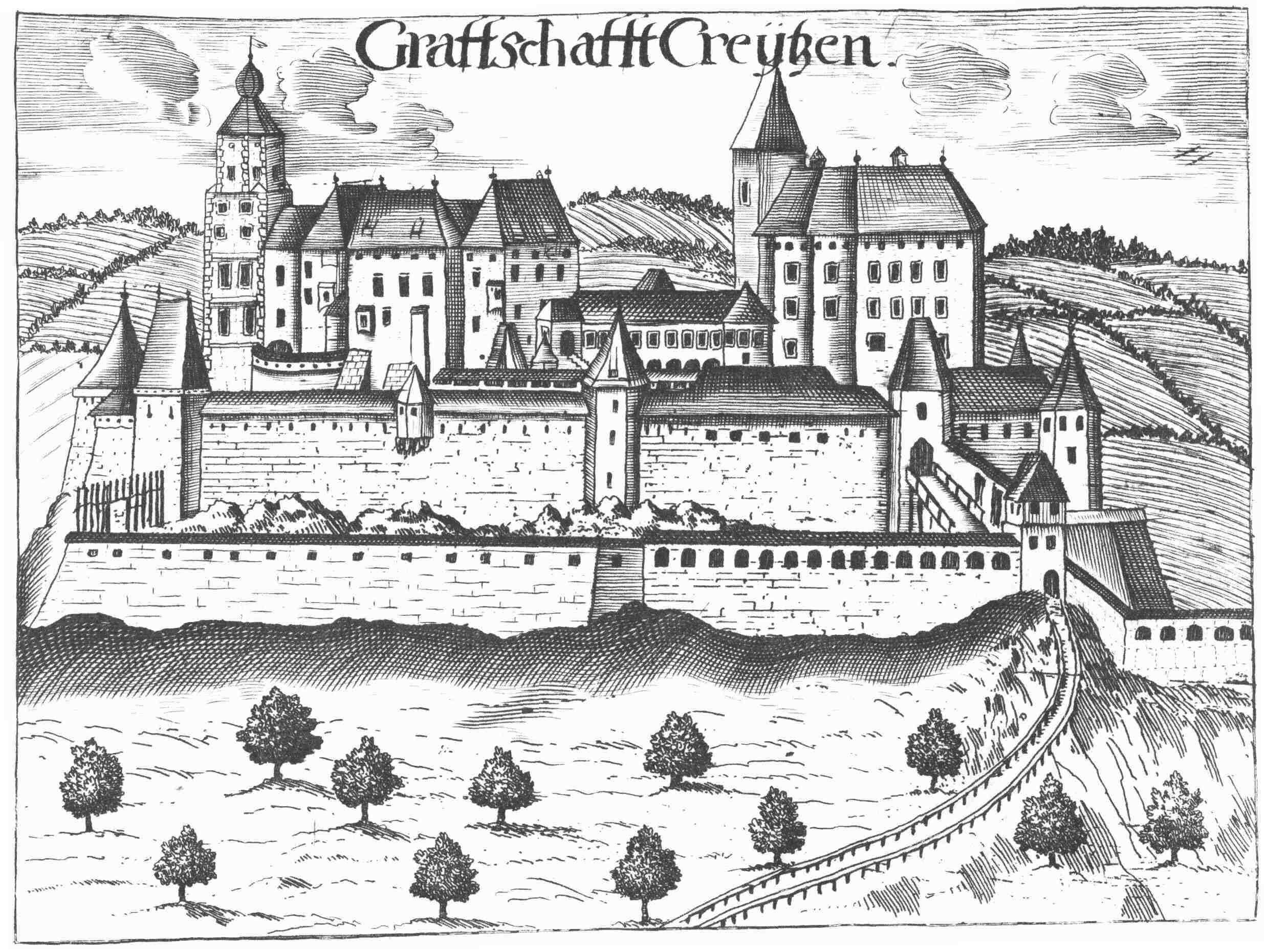
Burg Kreuzen nach einem Stich von Georg Matthäus Vischer von 1674

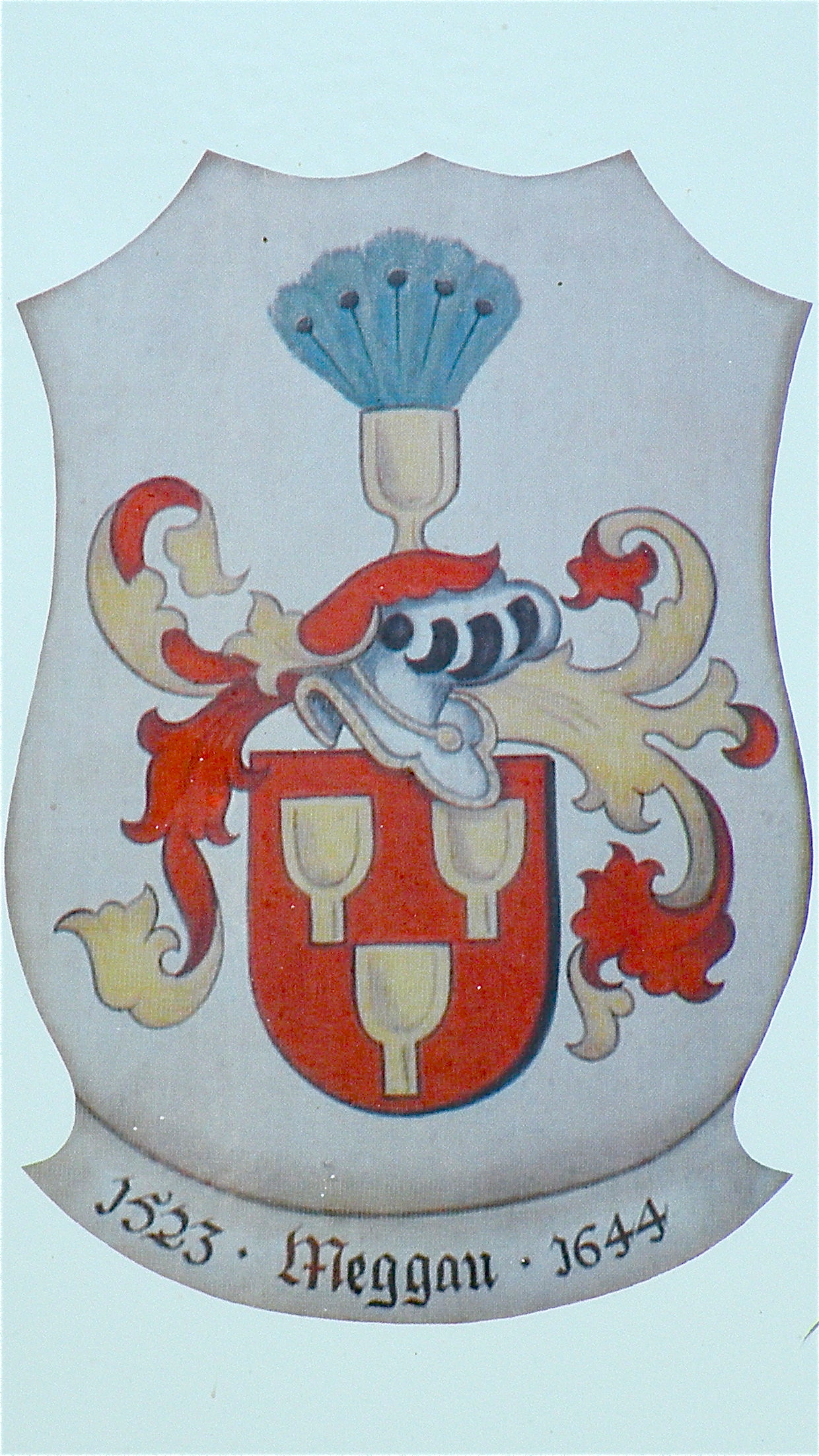
Wappen der Meggauer, denen die Burg im 16. und 17. Jahrhundert gehörte

Die Burg Kreuzen ist eine Felsenburg in der Nähe des Kurortes Bad Kreuzen im Bezirk Perg in Oberösterreich.
Sie gilt als die zweitgrößte Burganlage Oberösterreichs und soll um 900 als Fliehburg errichtet worden sein. 1880 verwüstete ein Brand den Großteil der noch vorhandenen Baulichkeiten der Burg, insbesondere den Dachstuhl. Seit 1965 ist die Gemeinde beziehungsweise der Fremdenverkehrsverband Bad Kreuzen Besitzer, und seit 1983 sind dort eine Jugendherberge und ein Kulturzentrum untergebracht. Im Jahr 2012 wurde in der Burg durch die „Burg Kreuzen Betriebs GmbH“ ein Hotelbetrieb eröffnet, der einen tiefgreifenden Eingriff in die Bausubstanz des historischen Gebäudes mit sich brachte.

## Geschichte
Die Burg soll bereits um 900 bestanden und als Fluchtburg gedient haben. Urkundlich wurde 1125 ein Pilgrim von Creutzen als erster Besitzer erwähnt. 1209 gehörte sie Hermann von Creutzen (Hermannus de Krucen). Danach bewohnten die Volkensdorfer die Burg, die 1282 ein landesfürstliches Lehen war. Die Anlage bestand damals aus zwei Teilen, der vorderen und hinteren Burg. Die Teilung erfolgte unter den Brüdern Hans und Alber Volkensdorfer. Als um 1489 der letzte Volkensdorfer starb, ging die Burg an die Brüder Siegmund und Heinrich von Prüschenk über, die sechs Jahre zuvor bereits Teile davon erworben hatten. Als Besitzer folgte 1518 Adam Schweinböck, der die vordere Burg kaufte. Zehn Jahre später verkaufte er diese an Helfried von Meggau und kaufte sich die hintere Burg. Im Jahr 1532 erwarb Helfried von Meggau auch die hintere Burg und vereinte die beiden Burgen. 1533 wurde die Lehnsherrschaft aufgehoben und die Burg wurde freies Eigen.
Während der Türkengefahr um 1594 zählte Kreuzen zu den Verteidigungsburgen im Machland und als Fluchtburg für die Bevölkerung. 1644 starb die Familie Meggau aus. Bereits 1619 kam die Burg durch Heirat von Anna Meggau mit ihrem zweiten Gatten Graf Gottfried Breuner an dessen Familie. 1655 ging die Burg an Siegmund Ludwig von Dietrichstein, der auch Schloss Greinburg sein Eigen nannte. Bis Mitte des 20. Jahrhunderts blieb die Burg eng mit Greinburg verbunden.  Um 1716 kam die Burg an Graf Johann Cavriani, 1754 an die Grafen Salburg, die 1776 und 1783 einen Teil der Burg abtragen ließen. 1810 war Fürst Josef Karl von Dietrichstein der Besitzer von Kreuzen, 1823 kaufte Herzog Ernst I. von Sachsen-Coburg und Gotha die Burg, womit um 1876 die britische Königin Victoria als Tochter des Herzogs die Burg zur Hälfte besaß.
1880 vernichtete ein Feuer weite Teile der Burg und machte sie zur Ruine. 1965 verkaufte die Familie Sachsen-Coburg und Gotha die Ruine an den Landwirt Ferdinand Riegler (vulgo Starzhofer), zu diesem Zeitpunkt auch Bürgermeister der Gemeinde Bad Kreuzen. 1974 ging der Besitz an den Fremdenverkehrsverband Bad Kreuzen über, der 1983 die Anlage sanieren und teilweise wiedererrichten ließ. Seit 1983 dient die Burg als Jugendherberge sowie als Kulturzentrum.
Ab Oktober 2010 wurde die Burg im Rahmen der zwei Projekte „Burg Kreuzen“ mit Kosten von 2,2 Millionen Euro und „Jugendherberge neu“  mit Kosten von 3,8 Millionen Euro ausgebaut. Am 17. Juni 2012 wurde die neue Jugendherberge „Schatz.Kammer Burg Kreuzen“, die für rund 15.000 Nächtigungen jährlich ausgelegt ist, feierlich eröffnet. Damit sollen vor allem junge Gäste nach Bad Kreuzen und in die Region Strudengau kommen.

## Anlage
Die Burg liegt auf einem bewaldeten Bergrücken, der an drei Seiten steil abfällt. Von der Ausdehnung wurde die Burg in Oberösterreich nur von der Burgruine Schaunberg übertroffen. Ihre Umfassungsmauer hatte einst eine Höhe von fünf Metern, die bei der Toreinfahrt immer noch sichtbar ist. Dem Torturm vorgelagert war früher eine Zugbrücke, die bei den Renovierungsarbeiten im Jahre 1983 durch eine Steinbrücke ersetzt wurde, diese wurde wiederum im Jahr 2007 durch eine Holzbrücke auf Pfeilern ersetzt, da das Mauerwerk der Steinbrücke baufällig wurde. Das anschließende Haus des Pförtners zeigt ein Kreuzgratgewölbe. Vom Tor führt der Weg ansteigend zum Burghof.
Heute ist am Burghof nur mehr ein Arkadentrakt zu sehen, der früher die Verbindung der beiden Burgen war. Die Innenräume des Arkadentrakts haben Tonnengewölbe. Eine Sonnenuhr von 1523 zeigt auch das Wappen der Meggauer. Im Westen steht eine Kapelle, die aus der Mauerflucht hervorragt. Die anderen Bauten, die den Hof begrenzten sind heute verschwunden. Insbesondere die Bauten der vorderen Burg, die durch den Brand am stärksten Beschädigt wurde, wurden abgerissen.
Der Ziehbrunnen im Hof war früher 42 Meter tief. 1974 folgte der Aufbau des quadratischen Wohnturms, der ursprünglich aus dem 13. Jahrhundert stammt. Die Mauerstärke des 10 × 10 Meter großen Turms misst 2,5 Meter und er dient heute als Aussichtsturm. Die Innenräume dienen für Ausstellungen. Die Jugendherberge verwendet Teile des ehemaligen Palas. Im Norden und Nordosten sind Fundamente von zwei Rundtürmen erkennbar.
→ Siehe Naturdenkmal Burglinde

## Namensherkunft
Einer Sage nach soll einst ein hier weilender Pilger einen Teil des Kreuzes Jesu aus dem Heiligen Land mitgenommen haben, wodurch die Burg den Namen erhielt.